# Sant’Alessio con Vialone
Sant’Alessio con Vialone ist eine italienische Gemeinde (comune) in der Provinz Pavia in der Lombardei mit 1043 Einwohnern (Stand 31. Dezember 2023) in der Pavese.

## Geografie
Die Gemeinde liegt etwa 6,5 Kilometer nordöstlich von Pavia an der Olona.
Inmitten der Gemeinde befindet sich die Oasi di Sant’Alessio, ein Tierpark.